# Pensa
Pour les articles homonymes, voir Pensa (homonymie).
Ne doit pas être confondu avec Penza.
Pensa est une commune rurale et le chef-lieu du département de Pensa situé dans la province du Sanmatenga de la région Centre-Nord au Burkina Faso. 

## Géographie
Situé sur la rive sud-est du lac Nahi formé par le barrage de retenue, Pensa se trouve à 40 km au nord-est de Barsalogho et à environ 80 km au nord-est de Kaya, la capitale régionale.

## Histoire
Depuis 2015, le nord de la région Centre-Nord est soumis à des attaques djihadistes terroristes récurrentes entrainant des conflits entre les communautés Peulh et Mossi, une grande insécurité dans les villages du département et des déplacements internes de populations vers les camps du sud de la province à Barsalogho et Kaya,. En avril 2019, à la suite du massacre de Yirgou survenu quelques mois plus tôt dans le nord du département voisin de Barsalogho, une partie des populations des villages de Raogo, Zinibéogo, Mognaba et Ouapaci fuient la zone d'insécurité du nord du département et trouvent refuge dans le camp de déplacés internes de Pensa qui compte 10 000 personnes en mai 2019.
Le 6 juillet 2020, le maire de Pensa, Souleiman Zabré (par ailleurs Naaba Kougri du village de Doro) – qui avait interpellé les autorités nationales l'année précédente sur l'insécurité, les déplacés et la menace de la paix sociale –, est enlevé sur la route à Yantéga, malgré la présence d'une escorte qui l'accompagnait vers Kaya, par un groupe d'hommes armés venant de la forêt de Goenega voisine et est retrouvé assassiné.

## Économie
L'économie du chef-lieu du département repose sur l'agriculture maraîchère et vivrière pratiquées sur la rive sud du lac de Nahi et dans son bas-fond en aval, ainsi que sur les échanges commerciaux de l'important marché départemental.

## Éducation et santé
Pensa accueille un centre de santé et de promotion sociale (CSPS) tandis que le centre médical avec antenne chirurgicale (CMA) de la province se trouve à Barsalogho et que le centre hospitalier régional (CHR) est à Kaya.
Pensa possède deux écoles primaires et un centre permanent d'alphabétisation et de formation (CPAF). La ville accueille également un collège d'enseignement général et le lycée départemental.